# Gare du Soler
Gare du Soler – przystanek kolejowy w Le Soler, w departamencie Pireneje Wschodnie, w regionie Oksytania, we Francji. Jest zarządzany przez SNCF (budynek dworca) i przez RFF (infrastruktura). Obsługuje również sąsiednią gminę Molitg-les-Bains.
Został otwarty w 1868 przez Compagnie du chemin de Fer de Perpignan à Prades, a w 1884 stał się częścią Compagnie des chemins de fer du Midi et du Canal latéral à la Garonne. Przystanek jest obsługiwana przez pociągi TER Languedoc-Roussillon.

## Położenie
Znajduje się na linii Perpignan – Villefranche - Vernet-les-Bains, w km 474,565, pomiędzy stacjami Perpignan i Saint-Féliu-d’Avall, na wysokości 360 m n.p.m.

## Linie kolejowe
- Perpignan – Villefranche - Vernet-les-Bains